# Мессі Марв
Messy Marv (справжнє ім'я Марвін Вотсон-молодший) — американський репер, який виріс у районі Філлмор міста Сан-Франциско, штат Каліфорнія. Він є двоюрідним братом реперів Сана Квіна, Ya Boy та гравця в американський футбол Стіва Джонсона. Разом з Guce входить до складу дуету Bullys wit Fullys.
2 листопада 2007 Марвін вийшов з в'язниці, відсидівши рік за звинуваченням у незаконному використанні зброї. Певний час ходили чутки про одруження репера у 2012, проте правдивість цієї інформації не було підтверджено.

## Конфлікти

### Обі Трайс
У 2005 репер мав конфлікт з G-Unit, що загострився після того, як Обі Трайс, на той час підписант Shady Records, заявив в етері радіостанції KMEL: «У Сан-Франциско я маю прикривати свою дупу». Guce та Мессі Марв записали дис «50 Explainations», що увійшов до альбому Pill Music: The Rico Act, Vol. 1. У свою чергу 50 Cent і Ша Мані XL обмінялися по телефону словами з табором Guce.

### Сан Квінн
Конфлікт розпочався 22 вересня 2008, коли Марвін назвав кузена стукачем. 11 грудня в інтерв'ю HipHopDX Квінн сказав, що попри диси з обох сторін він досі «любить» Марва. У 2010 в інтерв'ю WordofSouth виконавець заявив, що причиною біфу стало те, що він «забагато говорив», проте вони намагаються зам'яти сварку.

### Too Short
3 серпня 2011 Марвін розпочав через Twitter біф з Too Short. Можливою причиною є пісня 40 Glocc «Welcome to California», на якій Too Short стверджує, що район Затоки не є місцем для Crips та Bloods. Марвін, як відомо, пов'язаний з бандою Piru Blood.

### Spider Loc
19 квітня 2007 репер Spider Loc випутив дис за участі Papa Smurf на Марва, E-40 й Game під назвою «Ova Killa».

### Click Clack Gang
Виконавець має конфлікт з Click Clack Gang, лейблом, який він заснував. В інтерв'ю WordofSouth Марвін заявив: «Вони використовують важку роботу, кров, піт і сльози, які я поклав у цей механізм, котрим я наразі керую, та намагаються скористатися ними, щоб продавати записи. Не існує Click Clack Gang, якщо тільки я не скажу протилежне. А ніґери, що відносять себе до лейблу, не є Click Clack Gang, бо саме я володію ним».

### Mistah F.A.B.
У 2009 Мессі Марв глузував з репера Mistah F.A.B. за те, що у нього неодноразово крали ланцюг. Це призвело до дисів з обох сторін. В пісні «Okay» Mistah F.A.B. імітує Марвіна.

### Philthy Rich
25 вересня 2013 Philthy Rich видав трек «Swear to God» за участі Курта Діґґлера, дис на Марва та інших реперів з району Затоки, Kafani й DB tha General. Пісня має увійти до майбутньої платівки N.E.R.N.L. 3. На 22 жовтня Марв запланував випустити дис «Philthy Rich Is a Bitch».
15 жовтня Philthy Rich оприлюднив фрістайл на «Pound Cake/Paris Morton Music 2» Дрейка, що містив випади у бік Марва.. Наступного дня останній відповів «I'm Right Here». 16 жовтня Philthy видав мікстейп Messy Marv aka the Girl Girl Is a Fake Blood.